# Mikania urcuensis
Mikania urcuensis là một loài thực vật có hoa trong họ Cúc. Loài này được H.Rob. & W.C.Holmes mô tả khoa học đầu tiên năm 2006.